# Elecciones federales de Australia de 1972
El sábado 2 de diciembre de 1972 se celebraron elecciones federales en Australia, en las que se renovó Cámara de Representantes.

## Resultados
|  | Partido                       | Votos     | %     | +/-   | Escaños | +/- |
|  | Partido Laborista Australiano | 3.273.549 | 49.59 | +2.64 | 67      | +8  |
|  | Partido Liberal de Australia  | 2.115.085 | 32.04 | -2.73 | 38      | -8  |
|  | Partido Nacional del Campo    | 622.826   | 9.44  | +0.88 | 20      | 0   |
|  | Democratic Labor Party        | 346.415   | 5.25  | -0.77 | 0       | 0   |
|  | Australia Party               | 159.916   | 2.42  | +1.55 | 0       | 0   |
|  | Otros                         | 83.259    | 1.26  |       | 0       | 0   |
|  | Total                         | 6.601.050 |       |       | 125     |     |
|  | Partido Laborista Australiano |           | 52.70 | +2.50 | 67      | +8  |
|  | Coalición Liberal- Nacional   |           | 47.30 | -2.50 | 58      | -8  |

- Datos: Q427994
- Multimedia: 1972 Australian federal election / Q427994